# Nikołaj Timanowski
Nikołaj Stiepanowicz Timanowski (ros. Николай Степанович Тимановский; ur. 1889, zm. 18 grudnia 1919 w Rostowie nad Donem) – rosyjski oficer, generał lejtnant białej Armii Ochotniczej.

## Życiorys
Jako gimnazjalista zaciągnął się ochotniczo do armii rosyjskiej podczas wojny rosyjsko-japońskiej, został ciężko ranny w bitwie pod Mukdenem. Po zakończeniu konfliktu zdał egzamin oficerski i kontynuował służbę w 13 pułku strzelców 4 brygady strzelców, z którym walczył podczas I wojny światowej. Odznaczył się podczas walk na odcinku łuckim w czasie ofensywy Brusiłowa. W 1917 r. awansowany na pułkownika. Dowodził Gieorgijewskim batalionem w Mohylewie, przy kwaterze głównej naczelnego dowództwa. W lutym 1917 r. razem z batalionem dowodzonym przez gen. Iwanowa opuścił Mohylew i zmierzał do Piotrogrodu, jednak nie otrzymawszy żadnych dalszych rozkazów wycofał się ze stacji Wyrica do Mohylewa.
Po rewolucji październikowej, w grudniu 1917 r., dołączył do tworzonej przez gen. Michaiła Aleksiejewa białej Armii Ochotniczej. Początkowo został w niej dowódcą kompanii, następnie w lutym 1918 r. został zastępcą dowódcy pułku oficerskiego (później nazwanego, od nazwiska dowódcy, markowskim). W maju 1918 r. objął dowodzenie pułkiem oficerskim. W październiku 1918 r. otrzymał awans na generała majora i stanowisko dowódcy 1 brygady 1 dywizji piechoty.
Na początku 1919 r. głównodowodzący Armią Ochotniczą gen. Anton Denikin skierował go do Odessy, by Timanowski objął tam dowodzenie oddziałem białych, który miał walczyć u boku francuskich wojsk interwencyjnych, a został wcześniej sformowany na miejscu przez gen. Aleksieja Griszyna-Ałmazowa i gen. Aleksandra Sannikowa. Tak utworzona Samodzielna Odeska Brygada Strzelecka liczyła 5 tys. żołnierzy, w tym 1600 kawalerzystów. Stosunki między Timanowskim a dowództwem francuskich sił interwencyjnych były trudne. Biali oczekiwali wyraźnej pomocy Francuzów w walce z bolszewikami, tymczasem morale wojsk francuskich było bardzo niskie. Ich oddziały nie podjęły działań zaczepnych przeciwko idącym z północnego wschodu siłom czerwonych pod dowództwem Matwieja (Nikifora) Hryhorjewa. 29 marca d'Anselme polecił oddziałom Timanowskiego udanie się do Oczakowa i strzeżenie z tego miejsca drogi do Odessy od wschodu. Praktycznie jednak natychmiast po tym, gdy biali wykonali zadanie, otrzymali rozkaz opuszczenia miasteczka i wycofania się. 2 kwietnia Francuzi ogłosili ewakuację swoich wojsk z Odessy. Brygadzie Timanowskiego odmówiono miejsca na okrętach, sugerując im odejście drogą lądową w kierunku Białogrodu nad Dniestrem, do kontrolowanej przez Rumunów Besarabii. Francuzi obiecali białym przekazanie funduszy na ewakuację, jednak nie dotrzymali słowa.
W Tulczy gen. Berthelot, dowodzący oddziałami rumuńskimi, nakazał brygadzie Timanowskiego złożyć broń. W odpowiedzi dowódca białych Rosjan zagroził otwarciem ognia. Brygada ostatecznie musiała porzucić całe ciężkie uzbrojenie, artylerię i pojazdy pancerne. Przez miesiąc była przetrzymywana przez Rumunów, ostatecznie z portu w Bugazie odpłynęła statkiem do Noworosyjska.
2 czerwca 1919 r. w Kupiańsku przejął dowodzenie 1 dywizją piechoty Armii Ochotniczej. Po tym, gdy w listopadzie tego samego roku podzielono ją na dywizje Korniłowską i Markowską, został dowódcą tej drugiej. Zmarł miesiąc później w Rostowie nad Donem. Został pochowany w soborze św. Katarzyny w Jekaterynodarze.
Odznaczony krzyżem św. Jerzego (podczas wojny rosyjsko-japońskiej), oficerskim krzyżem św. Jerzego oraz Bronią Świętego Jerzego (1916).